# Kanawha, Iowa
Kanawha là một thành phố thuộc quận Hancock, tiểu bang Iowa, Hoa Kỳ. Năm 2010, dân số của thành phố này là 652 người.

## Dân số
Dân số qua các năm:
- Năm 2000: 739 người.
- Năm 2010: 652 người.